# Chińczycy

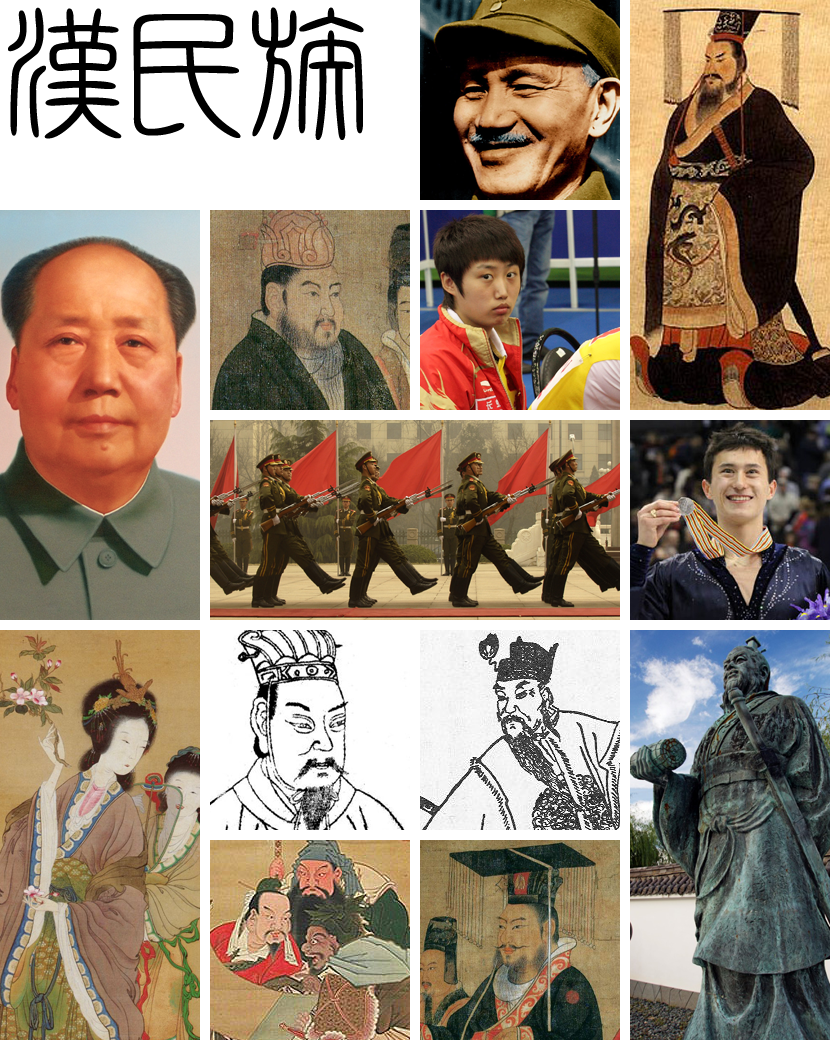
Chińczycy z narodu Han

Chińczycy – pojęcie odnoszące się do ludności Chin, w węższym znaczeniu tylko narodu Han.
Pojęcie „Chińczyk”, „Chińczycy” jest wieloznaczne, ze względu na różne możliwe sposoby definiowania „chińskości”. Tym różnym definicjom odpowiadają różne terminy w języku chińskim. Pojęcia te są następujące:
- Zhongguoren (chiń. trad. 中國人; pinyin Zhōngguórén; dosł. „człowiek Państwa Środka”) – Chińczyk w znaczeniu obywatela państwa chińskiego, zarówno członka dominującej liczebnie grupy Han, jak i grup mniejszościowych[2]. W odniesieniu do ChRL obejmuje 56 oficjalnie uznanych grup – większościową Han i 55 mniejszości narodowych, czyli Mandżurowie lub Mongołowie będący obywatelami chińskimi są w tym rozumieniu także "Chińczykami"[3]. Ze względu na silne konotacje polityczne, odnoszące się do jednego, scentralizowanego "Państwa Środka" pojęcie to nie jest używane przez ludzi, którzy identyfikują się kulturowo z Chinami, ale nie chcą być z nim wiązani politycznie, np. przez Tajwańczyków[4].
- Mianem Chińczyków określa się też ludzi pochodzących z Chin, ale żyjących także w diasporze. W języku chińskim rozróżnia się dwie kategorie, określane odpowiednio:
  - Huaqiao (chiń. upr. 华侨; chiń. trad. 華僑; pinyin Huáqiáo) – Chińczycy mieszkający poza granicami Chin lub Tajwanu, ale zachowujących obywatelstwo Chińskiej Republiki Ludowej lub Republiki Chińskiej[2]
  - Huayi (chiń. upr. 华裔; chiń. trad. 華裔; pinyin Huáyì) – to osoby pochodzenia chińskiego, wychowane w obcym kraju i mające jego obywatelstwo[2], potomkowie Chińczyków[3]